# Günther Bien (Fußballspieler)
Günther Bien (* 14. Juli 1907; † unbekannt) war ein deutscher Fußballspieler, der in den 1930er-Jahren in der Gauliga Berlin-Brandenburg und in den 1940er-Jahren in der Stadtliga Berlin aktiv war.

## Karriere

### Vereine
Bien gehörte von 1934 bis 1943 Blau-Weiß 90 Berlin als Mittelfeldspieler an und spielte von 1934 bis 1937 – und nach dem Wiederaufstieg – von 1938 bis 1943 in der Gauliga Berlin-Brandenburg, eine von zunächst 16, später auf 23 aufgestockten Gauligen als seinerzeit höchste Spielklasse zur Zeit des Nationalsozialismus im Deutschen Reich. Während dieser Zeit gewann er mit seiner Mannschaft zweimal die Gaumeisterschaft; damit für die Endrunde um die Deutsche Meisterschaft qualifiziert, kam er jedoch nur im Jahr 1939 zum Einsatz. Er bestritt alle sechs Spiele der Gruppe 1 und schied mit seiner Mannschaft als Gruppenvierter aus der Endrunde aus. Im Wettbewerb um den Tschammerpokal bestritt er von 1938 bis 1942 insgesamt zwölf Spiele, mit vier im Jahr 1939 die meisten, da mit dem Erreichen des Viertelfinales seine Mannschaft am weitesten kam und im heimischen Poststadion mit 1:7 gegen den SK Rapid Wien verlor.
Nach dem Ende des Zweiten Weltkriegs war Bien bereits ab 1945 wieder im Berliner Fußball aktiv. Alle Berliner Fußballvereine wurden aufgelöst und durch 36 kommunale Sportgruppen bzw. Spielgemeinschaften ersetzt, die in der Saison 1945/46 in vier Staffeln zunächst den Staffelsieger ermittelten, dann, in einer Finalrunde den Stadtmeister. Mit der SG Mariendorf (ehemals Blau-Weiß 90 Berlin) wurde er – als Mittelfeldspieler eingesetzt – Sieger der Staffel B und in der Finalrunde jedoch nur Letzter. Ab der Saison 1946/47 wurde die Gesamtberliner Meisterschaft in der eingleisigen Stadtliga ausgetragen, in der auch wieder die SG Mariendorf mit Bien vertreten war. Mit 39 Jahren gehörte er schon zu den Senioren im Berliner Fußball, jedoch bescheinigte ihm die Berliner Zeitung immer noch Hochform. In dem Zwölferfeld erreichten die Mariendorfer Platz sechs. In der Saison 1947/48 wurde er nach einer schweren Verletzung nur wenig eingesetzt. Am Saisonende wirkte er in Spielen der „Alt-Repräsentativen“ mit. Zur Saison 1948/49 wechselte er vom Westen – sein Verein war zuvor abgestiegen – in den Osten zum Stadtligisten SV Lichtenberg 47. Als nun schon 41-Jähriger wurde er bei den Lichtenbergern wie gewohnt im Mittelfeld eingesetzt. Nachdem die „47er“ am Saisonende als Absteiger feststanden, beendete er seine langjährige Fußballspielerkarriere.
Er kehrte nach West-Berlin zurück und übernahm in der Saison 1951/52 das Training seines ehemaligen Vereins Blau-Weiß 90 Berlin. Den Vorjahres-Zwölften der Vertragsliga Berlin verbesserte er innerhalb eines Jahres auf Rang acht; anschließend verabschiedete er sich endgültig vom Spitzenfußball.

### Auswahlmannschaft
Als Spieler der Gauauswahlmannschaft Berlin-Brandenburg nahm er auch am Wettbewerb um den Bundespokal teil. Nachdem er mit seiner Mannschaft am 3. März 1935 bis ins Halbfinale vorgedrungen war, die Gauauswahlmannschaft Baden im Poststadion vor 12.000 Zuschauern bezwungen wurde, spielte er auch am 24. März 1935 das an selber Stätte vor 30.000 Zuschauern das mit 0:2 gegen die Gauauswahlmannschaft Mitte verlorene Finale. Im in der Saison 1935/36 unter dem Namen Reichsbundpokal ausgetragene Wettbewerb fand sich seine Mannschaft am 5. Januar 1936 erneut im Halbfinale wieder. Im Stadion an der Gellertstraße in Chemnitz unterlag er mit dieser vor 15.000 Zuschauern der Gauauswahlmannschaft Sachsen mit 0:2. Bei der Austragung 1936/37 und 1941/42 erreichte die Gauauswahlmannschaft Berlin-Brandenburg noch zweimal das Halbfinale, wobei Bien nicht mehr berücksichtigt wurde.

## Erfolge
- Gaumeister Berlin-Brandenburg 1939, 1942 (ohne Einsatz)
- Bundespokal-Finalist 1935